# Convento Smolny

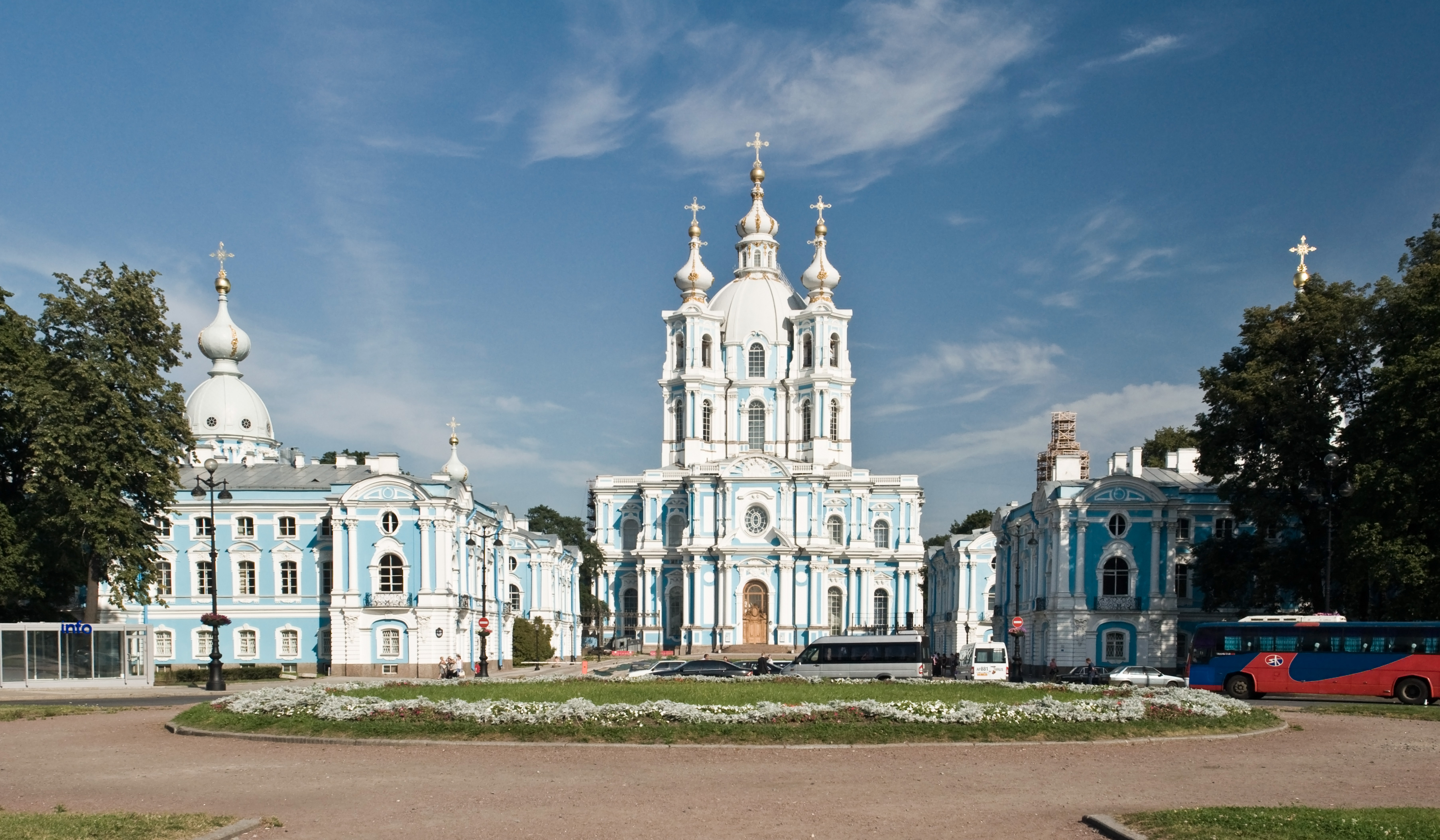
Convento Smolny en San Petersburgo.

El convento Smolny o convento Smolny de la Resurrección (en idioma ruso: Воскресенский девичий Смольный монастырь, Voskresenski dévichi Smolny monastyr o Convento de mujeres Smolny de la Resurrección) está situado sobre la orilla izquierda del río Nevá, en San Petersburgo (Rusia). Está constituido por una catedral y un conjunto de edificios que debían proteger de manera inicial un convento. El edificio estaba destinado a Isabel, la hija del zar Pedro el Grande, una vez fue apartada en 1725 de la sucesión del trono. Pero después del golpe de Estado de 1741 que destituyó a Iván VI, Isabel subió al trono y renunció a entrar en las órdenes religiosas. Sin embargo, la construcción del convento continuó.
La catedral, edificio principal del convento, está considerada como una de las obras principales de estilo barroco del arquitecto de origen italiano Bartolomeo Rastrelli, que es igualmente el autor del Palacio de Invierno, del Palacio de Catalina y del Palacio de Peterhof, así como de otros monumentos de San Petersburgo.

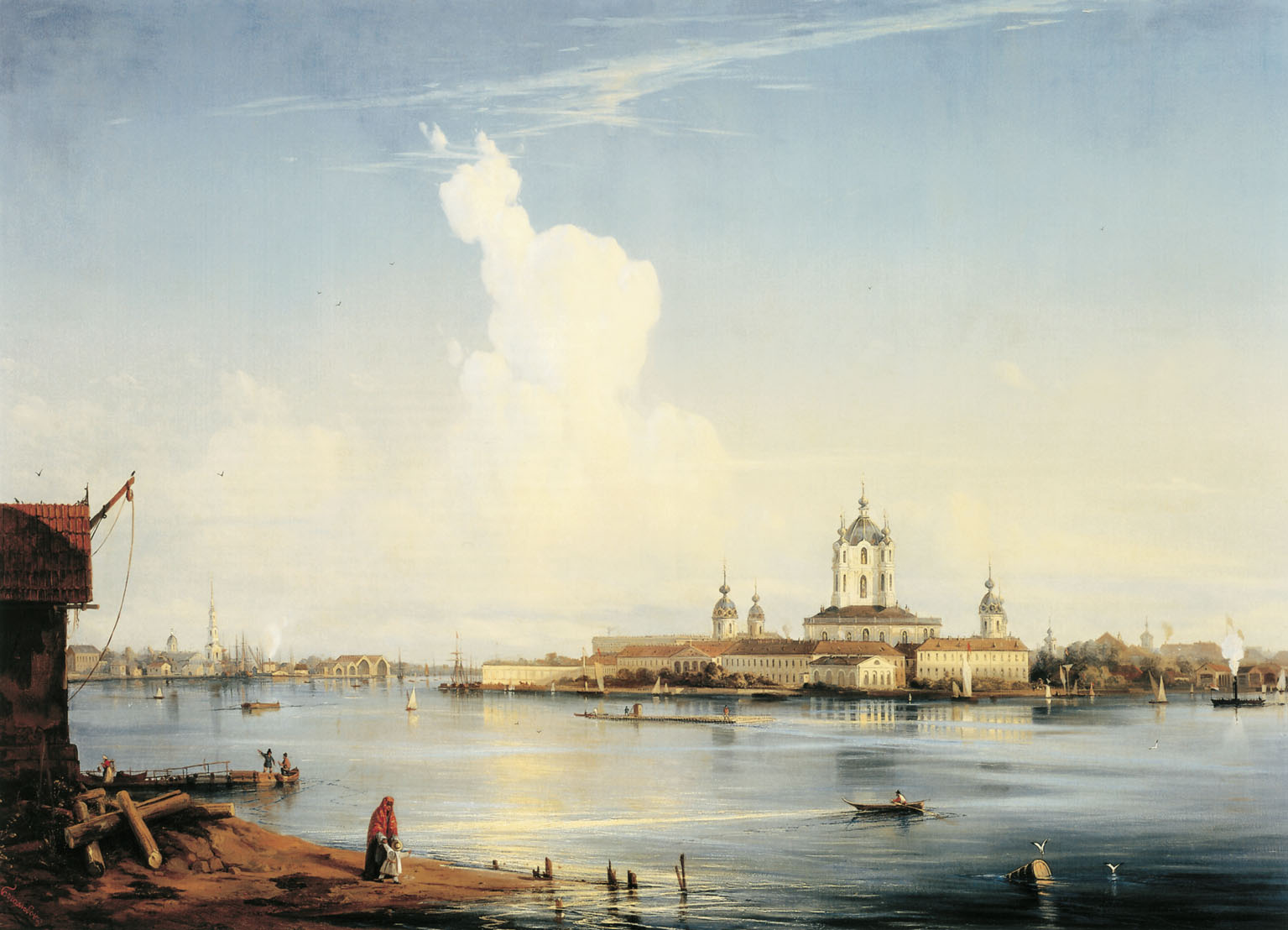
El convento visto desde el río Nevá, por Alekséi Bogoliúbov (1851).

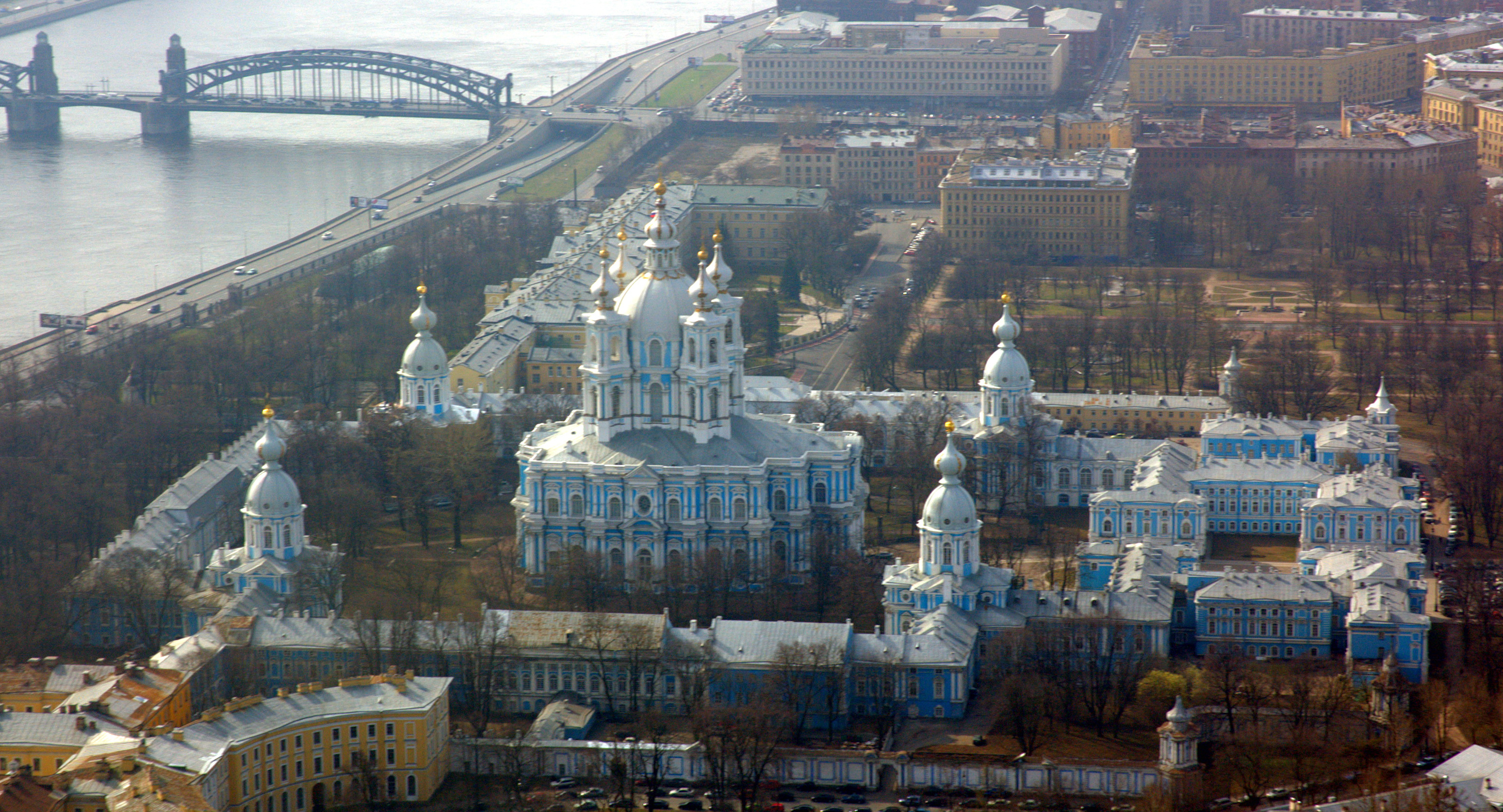
El convento visto desde el aire.

La construcción se extendió de 1748 a 1764. El monumento inicial debía conllevar un campanario que lo haría ser el edificio más alto de San Petersburgo. La muerte de Isabel en 1762 no permitió la finalización de la construcción.
Con la llegada al poder de Catalina II, el estilo neoclásico suplantó el estilo barroco. La ausencia de fondos no permitió a Rastrelli terminar su obra, en particular el campanario y la decoración interior. No es hasta 1835 que el arquitecto Vasili Stasov acabó el edificio con un interior de estilo neoclásico.
Actualmente la catedral es utilizada principalmente como sala de conciertos y los edificios cercanos como estructuras administrativas y políticas locales. El Instituto Smolny, toma su nombre del convento vecino.